# Oakington and Westwick
Oakington and Westwick – civil parish w Anglii, w Cambridgeshire, w dystrykcie South Cambridgeshire. W 2011 civil parish liczyła 1527 mieszkańców. W obszar civil parish wchodzi także Westwick.